# جنگ کیمبری
جنگ کیمبریا یا کیمبری(۱۱۳–۱۰۱ قبل از میلاد) به سلسله نبردهای گفته می‌شود که میان جمهوری روم و متحدانش (مانند سلتیبری‌ها) در یک سو و قبایل ژرمنی تبار کیمبری و آمبرون و سلتی‌تبار توتون و تیگورینی از سویی دیگر درگرفت که از شبه جزیره یوتلند به قلمرو تحت کنترل روم یورش بردند و با روم درگیر شدند. جنگ کیمبری اولین بار پس از دومین جنگ پونی رخ داد که ایتالیا و خود شهر رم به‌طور جدی مورد تهدید قرار گرفتند.
زمان وقوع جنگ تأثیر زیادی بر سیاست داخلی جمهوری روم و سازماندهی ارتش این کشور داشت. جنگ کمک زیادی به حرفه سیاسی گایوس ماریوس کرد، که کنسولگری‌ها و درگیری‌های سیاسی او بسیاری از نهادهای سیاسی جمهوری روم و آداب و رسوم آن زمان را به چالش کشید. تهدید کیمبری، همراه با جنگ ژوگورتی، ظاهراً الهام‌بخش اصلاحات ماریان در لژیونهای رومی بود، دیدگاهی که اکنون توسط مورخان مدرن مورد اعتراض قرار گرفته و در بسیاری از موارد رد شده‌است.
روم سرانجام پیروز شد اما در طی این نبردها سنگین‌ترین خسارات از زمان جنگ پونی دوم به ارتش روم وارد شد، در طی نبردهای آرائوسیو و نوریا،  در آکوئا سکستیا قبایل متحد ژرمنی-سلتی تقریباً به‌طور کامل نابود شدند. گزارش شده‌است که برخی از اسیران بازمانده ازین نبردها در میان گلادیاتورهای شورشی در طول سومین جنگ بردگان بوده‌اند.

## مهاجرت و درگیری
بنابر برخی نوشته های رومی، حدود سال‌های 120 تا 115 قبل از میلاد، کیمبری‌ها سرزمین‌های اصلی خود را در اطراف دریای شمال به دلیل سیل ترک کردند (از سوی دیگر، استرابو می نویسدکه این امر بعید یا غیرممکن است). آنها به سوی جنوب شرقی مهاجرت کرده و به همسایگان و خویشاوندان توتونی پیوستند.
آنها با هم اسکوردیسکی ها را به همراه بویی ها شکست دادند که ظاهراً بسیاری از آنها را مجبور به پیوستن به خود کردند. در سال 113 قبل از میلاد آنها به رود دانوب، در نوریکوم، محل زندگی تائوریسکی متحد روم، رسیدند. تائوریسکی که قادر به مهار این مهاجمان جدید و قدرتمند نبودند، از روم برای مقابله کمک خواستند.